# Собор Святого Розария (Ванкувер)
 Собор Святого Розария  (фр. Cathédrale du Saint-Rosaire, англ. Holy Rosary Cathedral) — католическая церковь в городе Ванкувер (Канада). Городской архитектурный памятник; кафедральный собор архиепархии Ванкувера.

## История
Первый храм прихода Святого Розария был построен в 1885 году. В 1899—1900 годах на месте старого храма была возведена новая церковь в стиле французской готики. 8 декабря 1900 года состоялось освящение храма, который стал кафедральным собором архиепархии Ванкувера.